# Monoicomyces similis
Monoicomyces similis Thaxt. – gatunek grzybów z rzędu owadorostowców (Laboulbeniales). Pasożyt owadów.

## Systematyka i nazewnictwo
Pozycja w klasyfikacji według Index Fungorum: Monoicomyces, Laboulbeniaceae, Laboulbeniales, Laboulbeniomycetidae, Laboulbeniomycetes, Pezizomycotina, Ascomycota, Fungi.
Gatunek ten po raz pierwszy opisał w 1905 r. Roland Thaxter na owadach z rodzajów Hamalota i Lactarius.

## Charakterystyka
Grzyb entomopatogeniczny, pasożyt zewnętrzny owadów. Nie powoduje ich śmierci i wyrządza im niewielkie szkody. W Polsce Tomasz Majewski opisał jego występowanie na chrząszczu Dinaraea aequata z rodziny kusakowatych (Staphylinidae).